# Česká para hokejová reprezentace
Česká para hokejová reprezentace byla založena v roce 2003. První cenný kov získala na mistrovství Evropy 2007, největším úspěchem české para hokejové reprezentace pak jsou bronzy z mistrovství světa 2023, 2024 a 2025.

## Soutěže

### Mistrovství Evropy
| Rok  | Místo konání | Z | V | VV | PP | P | GV | GI | Trenér           | Kapitán         | Umístění         |
| ---- | ------------ | - | - | -- | -- | - | -- | -- | ---------------- | --------------- | ---------------- |
| 2005 | Česko        | 5 | 2 | 0  | 0  | 3 | 7  | 16 |                  | Jiří Berger     | 4                |
| 2007 | Itálie       | 6 | 5 | 0  | 0  | 1 | 19 | 5  | Tomáš Zelenka    | Jiří Berger     | Stříbrná medaile |
| 2011 | Švédsko      | 6 | 5 | 0  | 0  | 1 | 21 | 5  | Miroslav Hornich | Pavel Kubeš     | Stříbrná medaile |
| 2016 | Švédsko      |   |   |    |    |   |    |    | Jiří Bříza       | Zdeněk Šafránek | 4                |

### Mistrovství světa
| Rok  | Místo konání | Z | V | VV | PP | P | GV | GI | Trenér           | Kapitán         | Umístění         |
| ---- | ------------ | - | - | -- | -- | - | -- | -- | ---------------- | --------------- | ---------------- |
| 2008 | USA          | 4 | 2 | 0  | 0  | 2 | 11 | 5  | Tomáš Zelenka    | Jiří Berger     | 8                |
| 2009 | Česko        | 5 | 1 | 1  | 2  | 1 | 6  | 6  | Tomáš Zelenka    | Jiří Berger     | 5                |
| 2012 | Norsko       | 5 | 2 | 1  | 1  | 1 | 8  | 5  | Miroslav Hornich | Pavel Kubeš     | 4                |
| 2013 | Jižní Korea  | 5 | 2 | 0  | 0  | 3 | 4  | 12 | Jiří Bříza       | Zdeněk Šafránek | 4                |
| 2015 | USA          | 5 | 2 | 0  | 0  | 3 | 8  | 8  | Jiří Bříza       | Zdeněk Šafránek | 8                |
| 2017 | Japonsko     | 4 | 4 | 0  | 0  | 0 | 23 | 0  | Jiří Bříza       | Zdeněk Šafránek | 8                |
| 2019 | Česko        | 6 | 4 | 0  | 0  | 2 | 26 | 14 | Jiří Bříza       | Michal Geier    | 4                |
| 2021 | Česko        | 5 | 1 | 0  | 0  | 4 | 2  | 24 | Jiří Bříza       | Pavel Kubeš     | 5                |
| 2023 | Kanada       | 6 | 3 | 0  | 0  | 3 | 12 | 16 | Jakub Novotný    | Radek Zelinka   | Bronzová medaile |
| 2024 | Kanada       | 5 | 3 | 0  | 0  | 2 | 14 | 11 | Jakub Novotný    | Radek Zelinka   | Bronzová medaile |

### Paralympiáda
| Rok  | Místo konání               | Z | V | VV | PP | P | GV | GI | Trenér        | Kapitán         | Umístění |
| ---- | -------------------------- | - | - | -- | -- | - | -- | -- | ------------- | --------------- | -------- |
| 2010 | Vancouver, Kanada          | 5 | 1 | 2  | 0  | 2 | 10 | 10 | Tomáš Zelenka | Pavel Kubeš     | 5        |
| 2014 | Soči, Rusko                | 5 | 2 | 1  | 1  | 1 | 8  | 4  | Jiří Bříza    | Zdeněk Šafránek | 5        |
| 2018 | Pchjongčchang, Jižní Korea | 5 | 1 | 1  | 1  | 2 | 11 | 21 | Jiří Bříza    | Zdeněk Šafránek | 6        |
| 2022 | Peking, Čína               | 5 | 2 | 0  | 1  | 2 | 16 | 13 | Jakub Novotný | Pavel Kubeš     | 6        |

### Externí Odkazy
https://parahockey.cz/